# Boettcheria pugetensis
Boettcheria pugetensis är en tvåvingeart som beskrevs av Carroll William Dodge 1967. Boettcheria pugetensis ingår i släktet Boettcheria och familjen köttflugor.
Artens utbredningsområde är Washington. Inga underarter finns listade i Catalogue of Life.